# Italové v Česku
Italové se v českých zemích v průběhu staletí vyskytovali v různém množství a intenzitě, nelze však hovořit přímo o migraci. Ve starší češtině se lze setkat s označením pro Italy Vlaši (adj. vlašský, například Vlašský dvůr“ v Kutné Hoře a další označení jako vlašský salát, vlašský ořech). Etymologicky se jedná o společný základ příbuzný s výrazem Włochy (pomn.) – Itálie (adj. włoski – italský), užívaný v moderní polštině.

## Historie

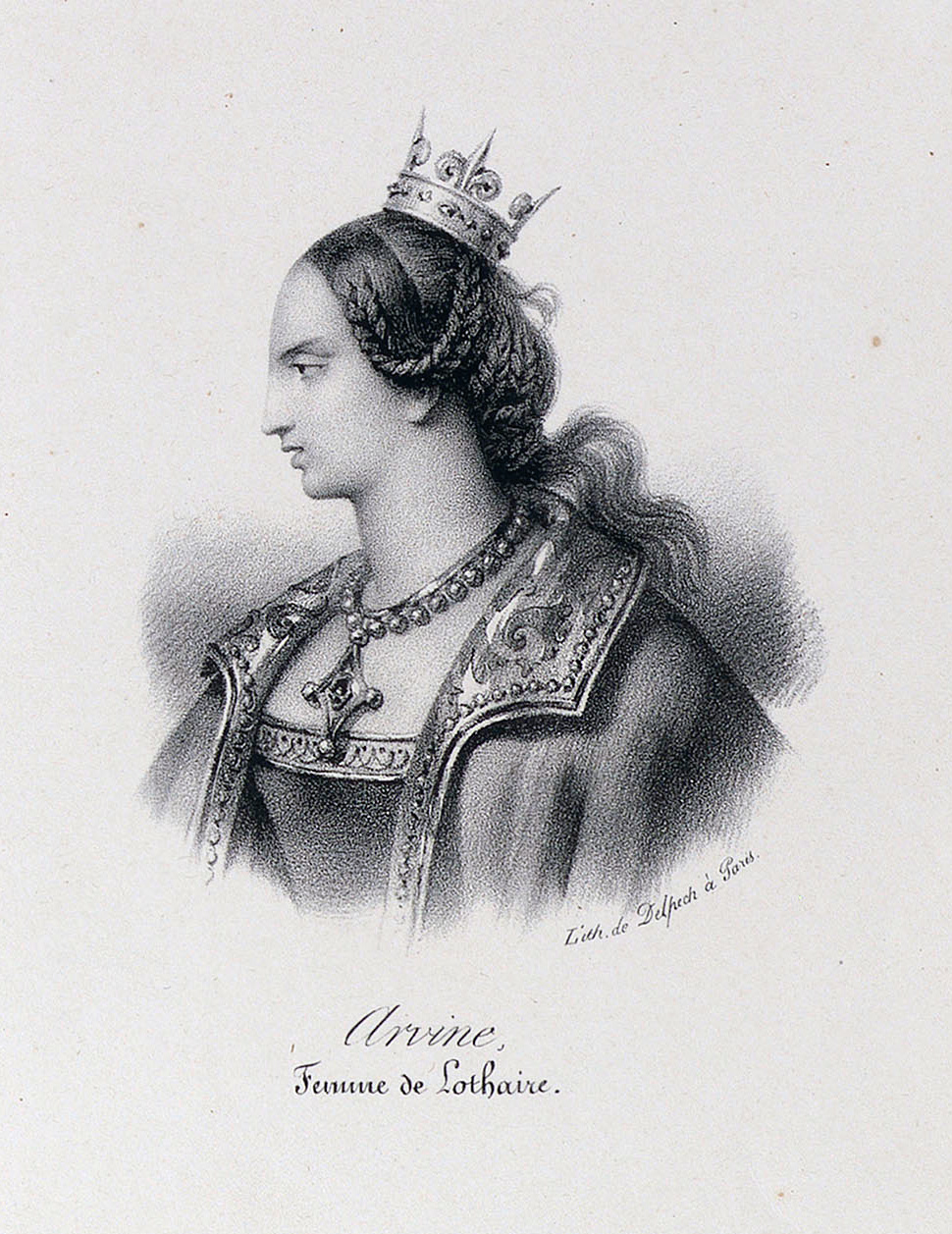
Romantický pokus o podobu královny a pozdější české kněžny Emmy Italské. Ta byla zřejmě první italskou manželkou českého panovníka. Autor: François Séraphin Delpech, kolem roku 1820

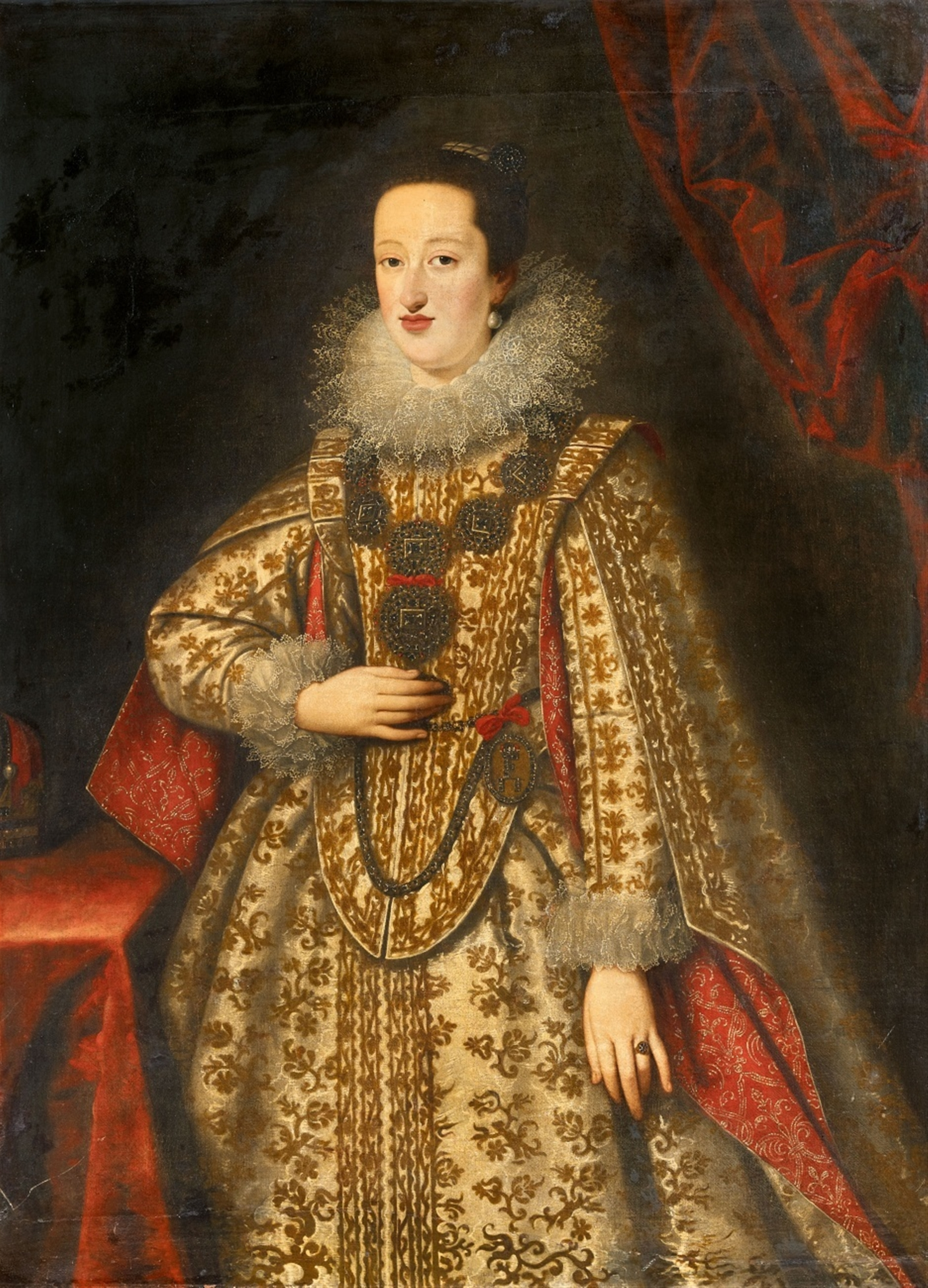
Česká královna a římská císařovna Eleonora Gonzagová podporovala italské barokní umělce také v českých zemích.

Jednou z prvních významných osobností italského původu v Čechách byla zřejmě česká kněžna Emma Italská (Emma Regina, asi 948–1006), třetí manželka českého knížete Boleslava III. a pátá kněžna na českém stolci. Údajně byla propagátorkou svatováclavského kultu v Evropě. Jejími rodiči byli italský král Lothar II. a jeho manželka Adéla Burgundská.
V průběhu středověku nebyla přítomnost Italů v Čechách a na Moravě natolik významná, aby bylo možné hovořit o skutečné imigraci. Ve druhé polovině 16. století však již v Praze existovala čilá italská enkláva, kterou tvořili především řemeslníci činní na stavbách a obchodníci, kteří se ve městě zde usadili s rodinami v době panování Rudolfa II. po roce 1583, kdy se Praha stala hlavním městem Svaté říše římské.

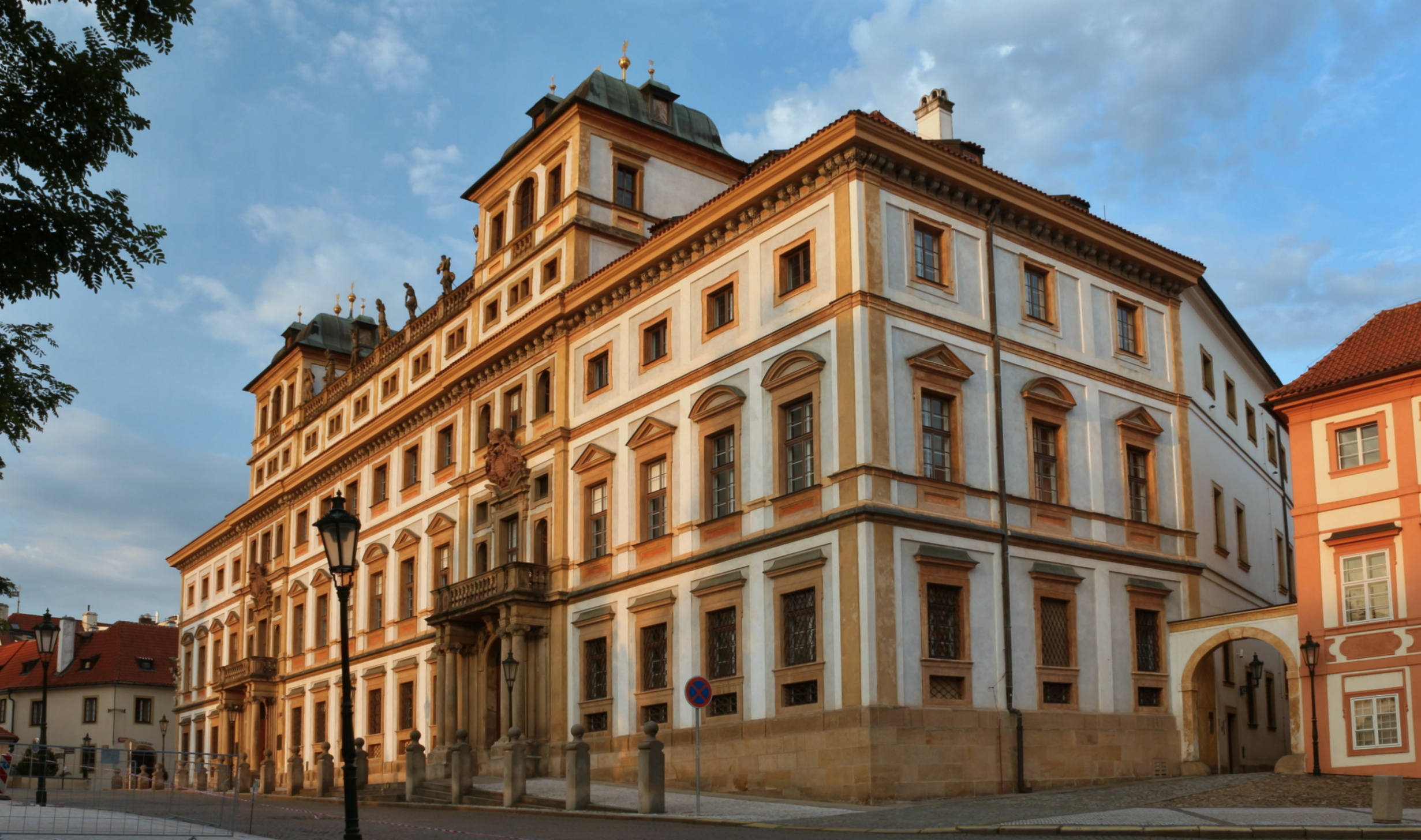
Toskánský palác na Hradčanech v Praze nechala postavit toskánská velkovévodkyně Anna Marie Františka.

Italští kupci obchodovali především s luxusním zbožím, v té době velmi žádaným u pražského císařského dvora. Nejpočetnější italskou skupinou byli ovšem architekti, stavební mistři i řemeslníci, jako kameníci či štukatéři, zaměstnaní ponejvíce u Pražského hradu a při výstavbě šlechtických sídel domácí šlechty, která vyhledávala renesanční umění přímo od Italů. Většina Italů usazených v hlavním městě, zejména pak v blízkosti Hradu na Malé Straně (Malostranské náměstí bylo tehdy známé jako „Vlašský plac“), pocházela především z oblasti lombardských jezer na území Milánského vévodství a Benátské republiky. Kromě okolí Pražského hradu Italové obývali také oblasti u Karlovy ulice na Starém Městě a Vlašskou ulici na Malé Straně.
V Praze usazení Vlaši založili Vlašskou kongregaci Nanebevzetí Panny Marie a zřídili malostranský Vlašský špitál, pozdější sirotčinec (nalezinec), dnes v objektu sídlí Italský kulturní institut. Kongregace existovala v letech 1573 až 1942 a během své působnosti hrála významnou roli v italské emigraci do střední a severní Evropy.
Také v Litoměřicích v době působení biskupa Jaroslava Ignáce ze Šternberka žila již více než sto let početná skupina italských stavitelů, zedníků a sochařů sdružených v cechu. Biskup Šternberk jej podporoval, takže právě v době jeho episkopátu vznikaly barokní Litoměřice. Zvláštní pozornosti zasluhují členové rodů Spinettiů, Ferettiů, Bernasconiů, Pietro Versa, ale především rodina Broggiů – Julius/Giulio a jeho syn Oktavián/Octavio. Jde například o sakrální stavby obou Broggiů přímo v Litoměřicích: děkanský kostel Všech Svatých, kaple sv. Jana Křtitele,[1] biskupská rezidence, kostel sv. Vojtěcha (Julius Broggio). Dílem Octavia Broggia je pak jezuitský kostel Panny Marie, dokončení kostela sv. Vojtěcha, kostelík sv. Mikuláše a kostel sv. Václava – vůbec nejvýznamnější barokní architektura ve městě. 
Významnou roli v českých dějinách hrály italské šlechtické rody, zejména v pobělohorské době, které sem přicházely jako součást katolického osídlení po konfiskacích a odchodu protestantů do exilu.
Významný podíl Italů byl i mezi ajznbonskými tovaryši, putujícími stavebními specialisty, kteří se v českých zemích podíleli na výstavbě železnic v 19. století, z italskojazyčné části tehdy rakouských Tyrol pocházel i inženýr Alois Negrelli.

### Italští hudebníci
Samostatnou kapitolou byla činnost italských hudebníků působících v českých zemích. Zejména v období baroka na českém území působilo značné množství hudebníků tehdy módní italské hudební vlny. V Praze tehdy existovalo několik italských operních společností (kde působili např. impresário Antonio Mario Peruzzi, tenorista Antonio Denzio, sopranistka Margherita Gualandiová a mnoho dalších).
Mezi nejvýznamnější autory patřil Antonio Vivaldi. Vivaldi některé své skladby napsal přímo na objednávku českých šlechticů (např. loutnové skladby pro hraběte z Vrtby). Hraběti Václavovi z Morzinu a jeho pražské kapele je dokonce dedikováno Vivaldiho nejslavnější dílo Il cimento dell'armonia e dell'inventione (op. 8), které obsahuje slavné koncerty Čtvero ročních dob. Benátský zpěvák a impresário Antonio Denzio do Prahy mezi lety 1726 až 1736 přivezl šest Vivaldiho operních představení, z toho dvě premiéry byly zkomponovány přímo pro Prahu: Argippo (RV 697) uvedena na podzim 1730, a pasticcio Alvilda, Regina dei Goti, nastudovaná na jaře 1731, kdy představení zřejmě řídil sám autor, jenž patrně tehdy delší dobu pobýval v Praze.
Nebývale silně se italská barokní opera rozvinula v 1. polovině 18. století také na Moravě a na několika místech v Čechách (zámky Jaroměřice nad Rokytnou, Holešov, arcibiskupské sídlo v Kroměříž, či Náměšť nad Oslavou a v Čechách pak Kuks, nebo Český Krumlov, kde pro tento účel dokonce vzniklo unikátní barokní divadlo). V Jaroměřicích nad Rokytnou jako překlad italského originálu L'origine di Jaromeritz in Moravia vznikla vůbec první opera v českém jazyce: O původu Jaroměřic na Moravě.
Silný italský vliv v hudbě přetrvával také v období klasicismu. Svou kariéru libretisty začal v Praze jako člen operní společnosti Pietra Mingottiho Giovanni Battista Locatelli. V době, kdy v Praze vrcholily příprav premiéry Mozartovy opery Don Giovanni, pobýval zde s ním také jeho libretista Lorenzo da Ponte.

### První světová válka

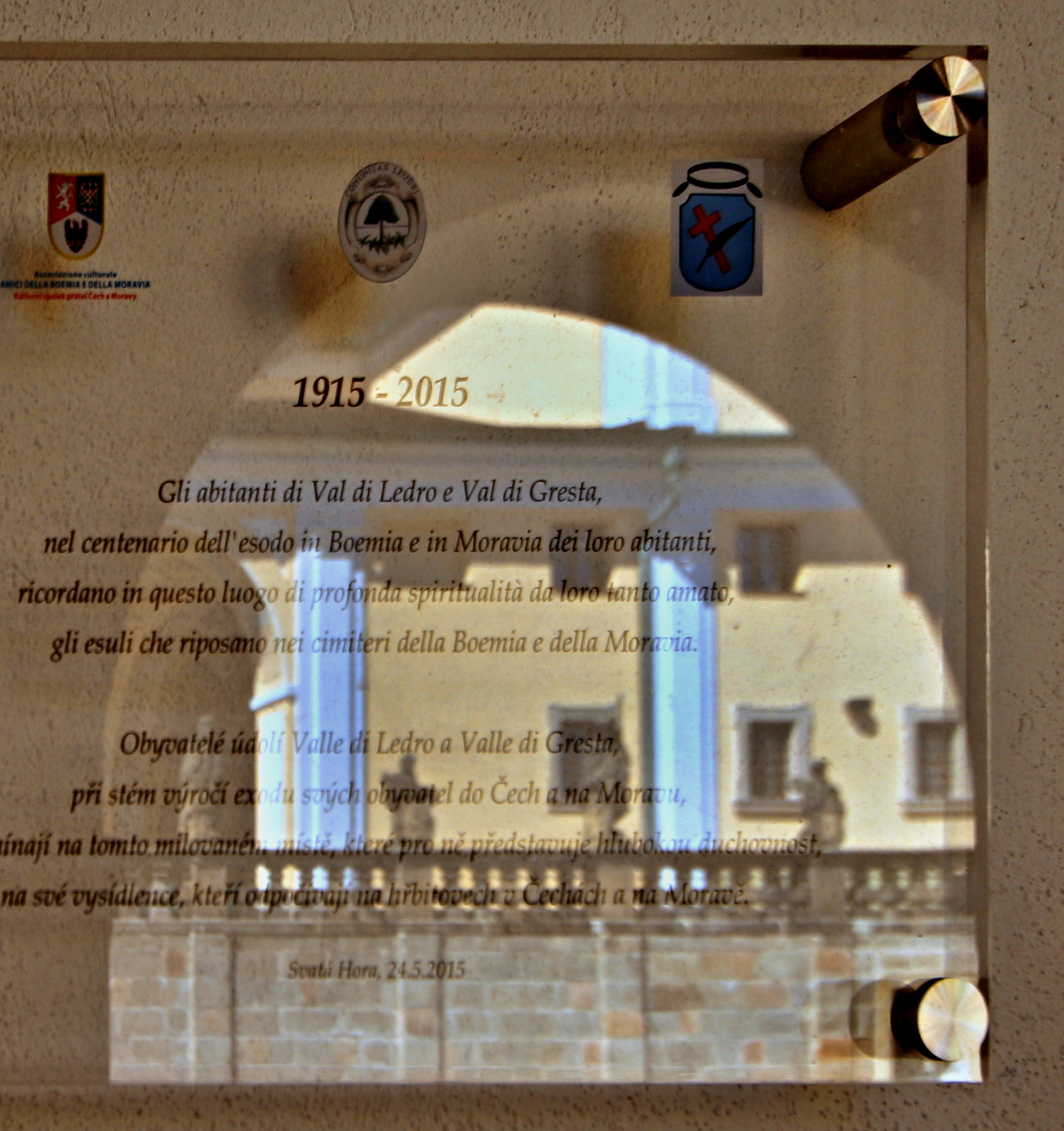
Pamětní deska na Svaté Hoře v Příbrami z 24. května 2015 odhalená ke 100. výročí exodu z obcí Valle di Ledro a Valle di Gresta.

Po vyhlášení první světové války byli do českých měst a obcí v roce 1915 vysídlení Italové z obcí v horském údolí Valle di Ledro (od roku 2010 sloučené do obce Ledro) v provincii Trento na území Trentino-Alto Adige v Gardských horách. Do roku 1919 žili v Příbrami, Všeni, Milíně, Buštěhradě, Novém Kníně, Pticích, Chyňavě, Doksích. Někteří Italové jsou pohřbeni na místních hřbitovech a na památku jsou pořádána společná setkání. Mezi těmito městy a obcemi byla také 28. června 2008 podepsána dohoda o partnerství.

## Současnost
Dle údajů z února 2018 žije v současné době v Česku přibližně 3200 osob italské národnosti. (Tento počet se může mírně lišit, neboť se jedná jen o osoby zaregistrované u Anagrafe degli italiani residenti all'estero (AIRE) Italského ministerstva zahraničí). Dle této statistiky celkem žije přibližně 5 milionů osob mimo Itálii.

## Osobnosti

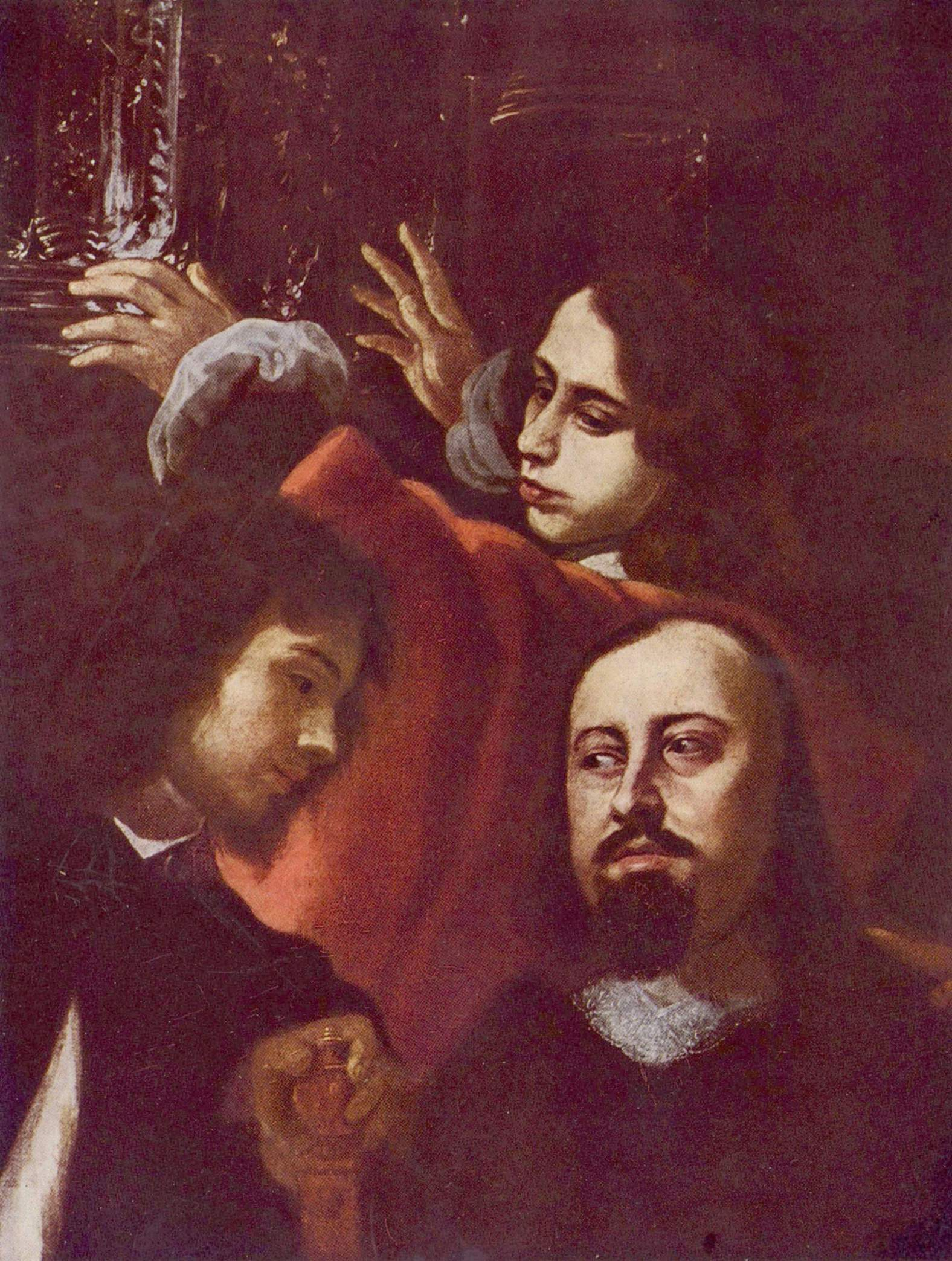
Výřez ze skupinového portrétu členů rodiny Miseroniů od Karla Škréty zobrazuje Dionysia, jeho nejstaršího syna Jana Oktaviána a druhého syna Ferdinanda Eusebia. Dionýs byl dvakrát ženatý – poprvé (1628) s Juditou Mayerovou z Burkridenu (asi 1610–1640), podruhé (1646) s Marií Majorovou z Grosenau (1621–1667). Spolu se také přestěhovali se do domu čp. 208/III v Nerudově ulici a roku 1653 si dali v ateliéru Karla Škréty vymalovat rodinný portrét (Rodina brusiče drahokamů)

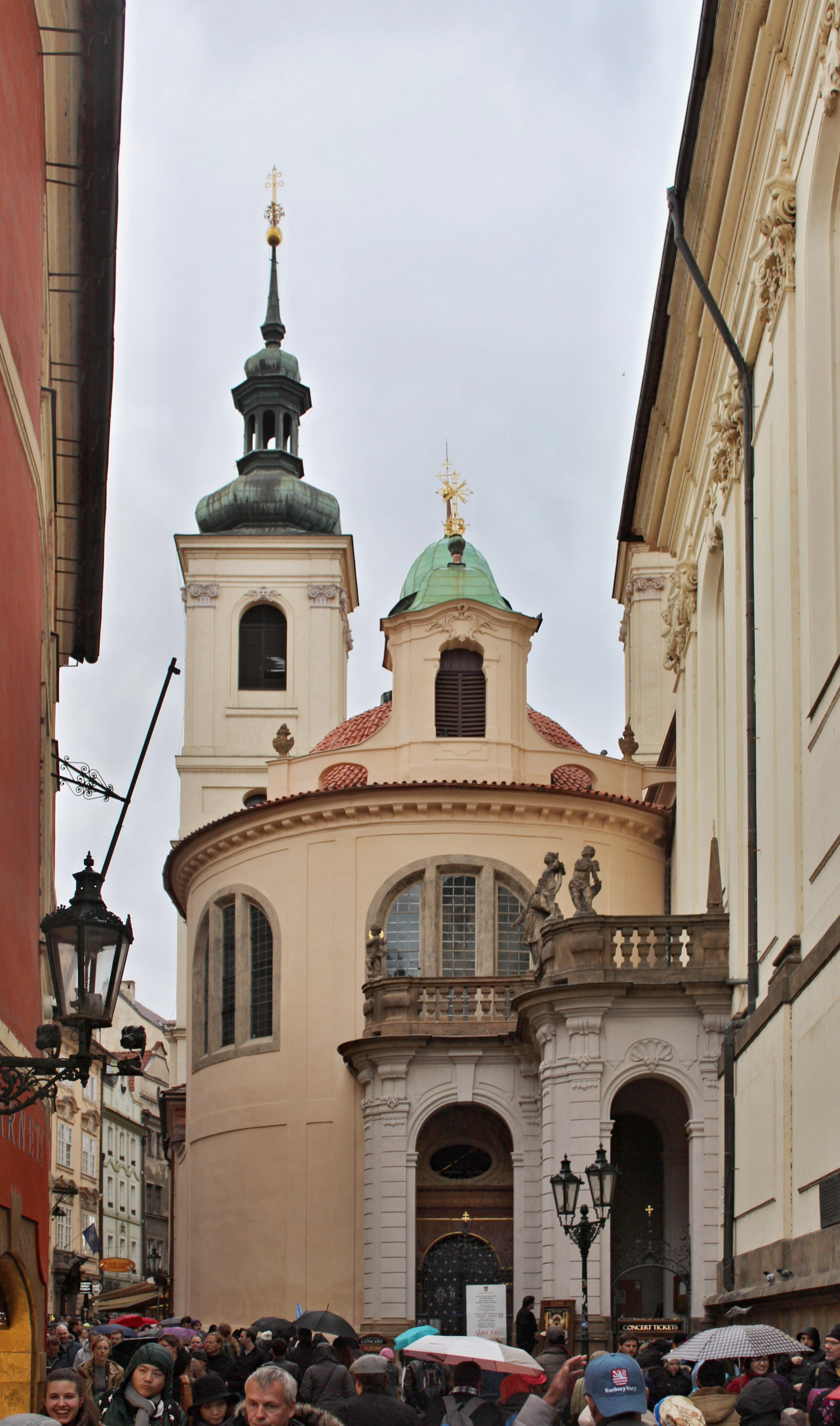
Vlašská kaple Nanebevzetí Panny Marie na Starém Městě v Praze

V českých zemích, zejména pak v Praze působila řada italských umělců někteří dočasně (Antonio Vivaldi), jiní trvale (Giacomo Casanova). Mnozí z nich se významně podíleli na výstavbě Prahy a dalších měst:
- Antonio Abondio (1538–1591), italský medailér a ceroplastik u pražského dvora císaře Rudolfa II.
- Alessandro Abondio (1570–1648)
- Rodina Aichelových/Santiniových
  - Antonín Aichel (17. století), zedník, stavitel
  - Santin Aichel (1652–1702), kameník
  - Jan Blažej Santini-Aichel (1677–1723), vynikající architekt
  - František Jakub Santini-Aichel (1680–1709), kameník
- Giovanni Battista Alliprandi (* asi 1665–1720) v Čechách působící architekt
- Rodina Aostalliů
  - Giovanni Battista Aostalli de Sala, v počeštělé podobě Jan Baptista Avostalis, (* kolem roku 1510–1575), italský architekt a stavitel vrcholné renesance
  - Giovanni Maria Aostalli
  - Ulrico Aostalli de Sala, v počeštělé podobě Oldřich Avostalis (1525 –1597), stavitel a architekt
- Giuseppe Arcimboldo (1527–1593), manýristický malíř, působil ve vídeňského dvora a u pražského dvora Rudolfa II.
- Jakub Auguston ml. (1668–1735), architekt
- Jakub Baševi z Treuenburka (1570–1634), židovský obchodník a finančník z Verony
- Rodina Benoniových
  - Josef Benoni z Chrudimi (1823–1905), politik a novinář
  - Karl Benoni (1848–1920), továrník a politik
  - Bohumil Benoni (1862–1942), tenorista
  - Josef Benoni z Lanškrouna, malíř, dramatik a spisovatel
  - Štěpán Benoni (* 1984), herec
- Carlo Giussepe Bossi (1737–1798), štukatér
- Domenico (de) Bossi, stavitel původem z Ticina, v Praze činný v letech 1590-1628
- Bernard Bolzano (1781–1848), matematik, filozof, estetik a kněz
- Giovanni Antonio Brocco  (kolem roku 1550 - 1613), sochař a kameník pozdní renesance a manýrismu, dvorní sochař Rudolfa II.
- Giulio Broggio (1628–1718), architekt
- Antonio Octavio Broggio (1670–1742), architekt
- Emanuele Ridi (* 1974), kuchař a televizní hvězda
- MgA. Damiano Binetti Ph.D. (* 1968), dirigent
- Luca Gualco (* 1966), klavírista a pedagog
- Giovanni Paolo Campana SJ (1540–1592), italský jezuita působící v Čechách, na Moravě a v Polsku
- Francesco Caratti (* mezi lety 1615/1620–1677), raně barokní architekt
- Ferrante di Castello, císařský kloboučník Rudolfa II. (1601 povýšen do šlechtického stavu)
- Jan Batista di Castello
- Cosimo Castrucci (činný v letech 1576–1602), císařský řezač a brusič kamenů
- Giovanni Castrucci (činný v Praze v letech 1598?–1615?) císařský řezač a brusič kamenů
- Cosimo di Giovanni Castrucci (činný v Praze ještě roku 1619) císařský řezač a brusič kamenů
- Antonio Ericer také Antonín Vlach (* před rokem 1540–po roce 1574), architekt působící v Čechách a na Moravě
- Rodina Fassatiových
  - Cav. Ludvík Fassati (1858–1933), český učitel, ředitel škol pražských a Vlašského sirotčince, předseda Italského spolku, čestný člen Musea království českého.
  - Tomáš Fassati (* 1952), český vědec, vysokoškolský pedagog a manažer
- Pietro Ferrabosco di Lagno (* kolem roku 1512–1599), italský malíř, stavitel a architekt, činný především v Rakousku a Uhrách, ale podílel se na několika stavbách v českých zemích
- Giovanni Battista Ferro, malíř u dvora Rudolfa II.
- Emanuele Gadaleta (* 1975), violoncellista, ředitel Českého muzea hudby
- Daniele Govoni, evropský šampion ve steacích SCA
- Antonín Chittussi (1847–1891), malíř
- Giulio Licinio (1527–1591) italský malíř krátce působící v Bratislavě a v Praze jako dvorní malíř Rudolfa II.
- Ferdinand Lippich (1838–1913), matematik, rektor Univerzity Karlovy v Praze
- Filiberto Lucchese (1606–1666), ve Vídni a na Moravě působící italský architekt, sochař a geometr
- Rodina Luragů
  - Carlo Lurago (1615–1684), italský barokní architekt a sochař
  - Anselm Martin Lurago (asi 1701–1765), architekt a stavitel
  - Francesco Lurago († po 1720), malostranský měšťan, patrně se podílel na stavbě Klementina
  - Giovanni Antonio Lurago (1667?–1727), snad stavěl Thunovský (Kolovratský) palác v Nerudově ulici
  - Martin Lurago († 1683) novoměstský měšťan, stavěl klášter sv. Havla na Starém Městě v Praze
- Baldassare Maggi (kolem roku 1550–1919 nebo 1629)
- Heinrich Kaspar von Mattoni (1830–1910), podnikatel
- Jan Merlian (1520–1593), architekt, stavitel a kameník působící v Plzni
- Giovanni Pietro Tencalla (1629–1702), italsko-švýcarský architekt ve službách olomouckých biskupů
- Santino de Bossi (kolem roku 1620–1673), kameník a stavitel
- Giovanni Battista Maderna (1653–1722), architekt
- Valerian Magni (1586–1661), kapucínský mnich, filosof, spisovatel, diplomat a misionář
- Missironové z Lisonu (též Miseroniové, později von Misseron)
  - Oktavián Miseroni (1567–1624), císařský dvorní brusič drahokamů Rudolfa II.
  - Alexandr Miseroni (1562–1648?)
  - Jan Ambrož Miseroni († po 1612), císařský dvorní brusič drahokamů Rudolfa II.
  - Karel Jan Ambrož Miseroni, státní úředník
  - František Miseroni, státní úředník
  - Jeroným Miseroni († 1654), c.k. tajemník
  - Aurelius Miseroni († po 1612)
  - Dionysio Miseroni († 1684)
  - Ferdinand Eusebius Miseroni, správce královské klenotnice
- Donát Theodor Morazzi (1706–1759), architekt a stavitel
- Giovanni Domenico Orsi, někdy také de Orsini (1634–1679), architekt a stavitel (v Praze působil již jeho otec Giovanni Battista Orsi)
- Nicolò Pacassi, německy Nikolaus Franz Leonhard von Pacassi (1716–1790), rakouský barokní architekt působil také na Pražském hradě (upravil celé II. nádvoří)
- Rodina Palliardiových
  - Jan Petr Palliardi (1645–1732, Praha), sochař a štukatér
  - Michal Ignác Palliardi (1702–1751), architekt a štukatér
  - Antonín Fidelis Palliardi (1724–1810), stavitel, syn Michala Ignáce Palliardiho
  - Ignác Palliardi ml. (1733–1791), architekt, syn Michala Ignáce Palliardiho
  - Ignác Jan Nepomuk Palliardi (1737–1824, Praha), architekt a stavitel na Malé Straně
  - Jan Palliardi (1744–1810, Praha), stavitel
  - Ignác Alois Palliardi (1765?–1806, Praha), dvorní stavitel
  - Jaroslav Palliardi (1861–1922), moravský archeolog
- Domenico Pozzo (činný 1561–1570), malíř interiérů Pražského hradu
- Giovanni Battista Quadri (16. století), italský manýristický sochař, působil u pražského dvora císaře Rudolfa II.
- Martino Rota, také Martin Rota Kolunić, (1520?–1583), rytec u dvora Maxmiliána II. a Rudolfa II.
- Marie Terezie Savojská, hraběnka z Carignana (1694–1772), česká šlechtična, pravnučka knížete Karla I. z Lichtenštejna
- Bartolomeo Scotti (* kolem roku 1685 – 1737), stavitel
- Bernardo Spinetti (1699?–1748), sochař a štukatér vrcholného až pozdního baroka
- Ottavio Spinola († 1592), janovský šlechtic a císařského štolba, pohřben v pražské katedrále
- Paolo della Stella (?–1552), renesanční sochař, architekt a stavitel
- Rodina Stradových
  - Jacopo Strada (také de Strada; 1507–1588), historik, zlatník a numismatik, sběratel starožitností, správce Rudolfových sbírek v Praze
  - Kateřina Stradová (Anna Maria de Strada; 1579–1629), milenka Rudolfa II.
  - Ottavio Strada (1550–1610), správce uměleckých sbírek Rudolfa II.
- Petr Strozzi, český šlechtic a generál
- Giovanni Francesco Terzio (1523–1591), dvorní malíř císařů Ferdinanda I. a Maxmiliána II., výzdoba Pražského hradu a chrámu sv. Víta
- Rod Toskánských
  - Anna Marie Františka Toskánská (1672–1741), velkovévodkyně toskánská
  - Gian Gastone Medicejský (1671–1737), poslední vévoda toskánský, s manželkou Annou Marií Františkou pobýval v Čechách a měl snahu naučit se jazyk
- Carlo Valmadi (16. století), architekt působící zejména na Trutnovsku

## Italské šlechtické rody v českých zemích
V českých zemích se usadilo a zdomácnělo také množství původně italských šlechtických rodů. Mimo jiné to byli:
- Belcrediové
- Carrettové (Carretto-Millesimové)
- Castropolové
- Cavrianiové
- Clary-Aldringenové
- Collaltové
- Colloredové
- Estenští (Rakouští-Este)
- Gallasové
- Gonzagové, v osobě české královny Eleonory
- Magnisové
- Menhardovci/Mainardini, z tohoto rodu pocházel český král Jindřich Korutanský
- Migazziové
- Millesimové
- Orsini-Rosenbergové (jedna z větví Menhardovců)
- Pallaviciniové
- Piccolominiové
- Strozziové
- Thunové (Thun-Hohenštejnové)
- Toskánští vévodové
- česká linie Thurn-Taxisů (Thurn-Taxisové)